# Summer Soft
Summer Soft è un album di Blue Mitchell, pubblicato dalla Impulse! Records nel 1978. Il disco fu registrato nel 1977 all'ABC Recording Studios di Los Angeles, California (Stati Uniti).

## Tracce
Lato A
1. Try Not to Forget – 7:20 (Cedar Walton)
2. Summer Soft – 5:55 (Stevie Wonder)
3. A Day at the Mint – 6:15 (Blue Mitchell)

Lato B
1. Love Has Made Me a Dreamer – 4:30 (Mike Dosco, Esmond Edwards)
2. Evergreen – 4:37 (Paul Williams, Barbra Streisand)
3. 30° to the Wind – 5:53 (Cedar Walton, Susan Brickell)
4. Funkthesizer[2] – 5:33 (Eddie Harris)

## Musicisti
- Blue Mitchell - tromba
- Harold Land - sassofono tenore (brani: A1, A2 e B3)
- Herman Riley - sassofono tenore (brano: A3)
- Eddie Harris - sassofono tenore, pianoforte elettrico (brano: B4)
- Richard Tee - pianoforte (brano: B1)
- Cedar Walton - pianoforte, pianoforte elettrico (brani: A1, A3 e B3)
- Bobby Lyle - pianoforte elettrico (brani: A2, B2 e B4)
- Michael Boddicker - sintetizzatore
- Mike Dosco - chitarra
- Lee Ritenour - chitarra (brano: B1)
- Scott Edwards - basso elettrico
- Paulinho Da Costa - percussioni
- Julia Waters - accompagnamento vocale (brani: A2, B1 e B3)
- Luther Waters - accompagnamento vocale (brani: A2, B1 e B3)
- Maxine waters - accompagnamento vocale (brani: A2, B1 e B3)
- Oren Waters - accompagnamento vocale (brani: A2, B1 e B3)[3]